# Ratnik

Ratniks flagga

Ratnik (Ратник) var en bulgarisk nationalistisk och högerextrem organisation, grundad 1936.  Ratnik förespråkade antisemitism och paramilitarism, men även lojalitet gentemot bulgarisk-ortodoxa kyrkan. Den 20 september 1939 förövade Ratnik "den bulgariska kristallnatten", då man i Sofia attackerade judiska butiker med stenar.
Organisationen upplöstes 1944.